# 春申公园
春申公园位于中国上海市闵行区，总面积约36公顷，其中以滴翠湖为主的水体面积约占2.06公顷，东至老沪闵路，南至春申路，西至梅强路，北邻外环高速。创建于2023年。
公园划分为四个功能分区：
- 景观共生境
- 湿地共生境
- 人居共生境
- 森林共生境